# Moeraskaartmot
De moeraskaartmot (Agonopterix angelicella) is een vlinder uit de familie grasmineermotten (Elachistidae). De wetenschappelijke naam werd gepubliceerd in 1813 door Hübner.
De soort komt voor in Europa.